# ピンボール

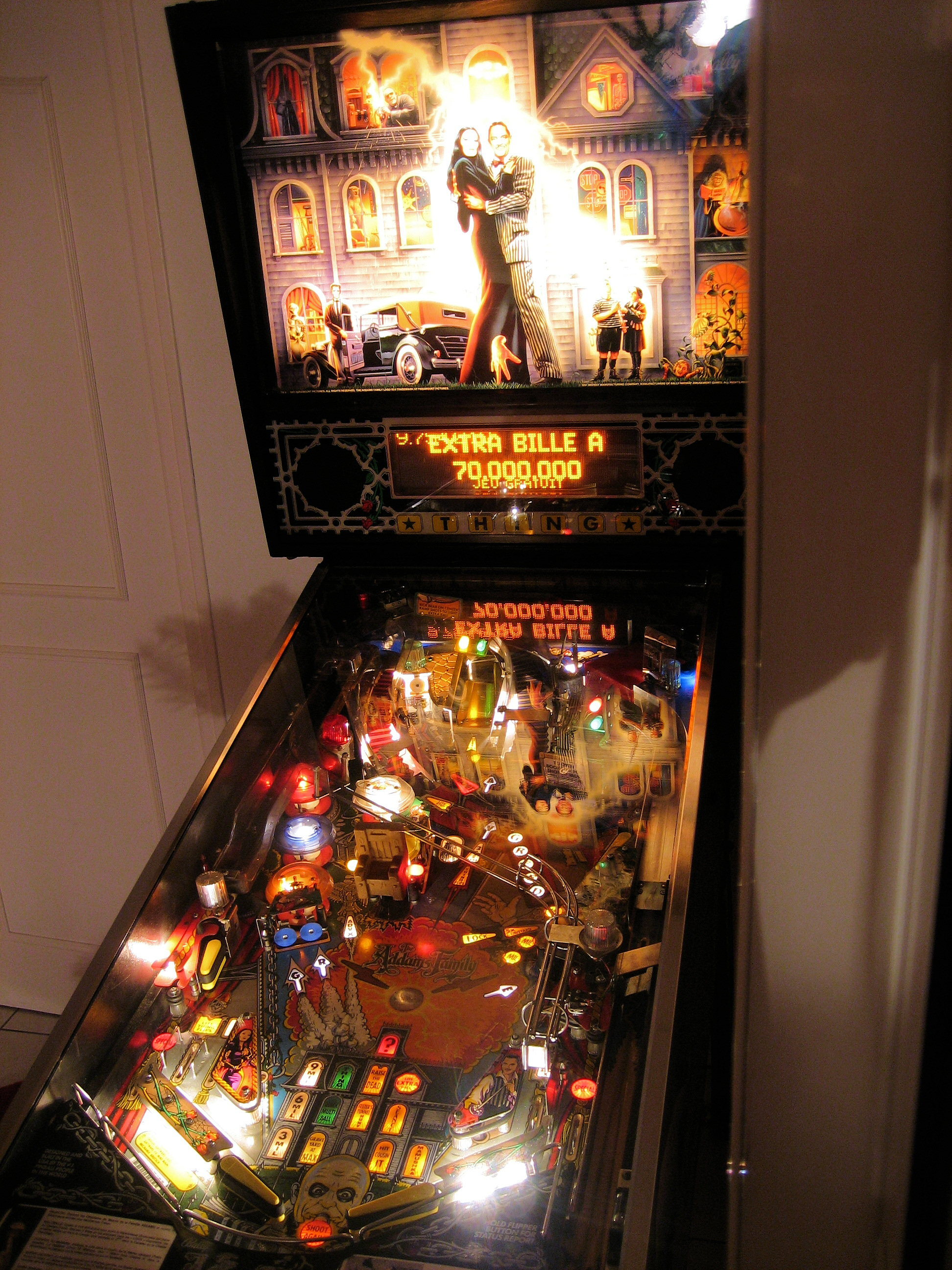
『アダムス・ファミリー』のピンボール・マシン

ピンボール (Pinball) は、金属の球を用いて点数を競う遊戯機械。
基本的には、傾斜した盤面とそこを転がる球、それを打ち返すフリッパー（原義は鰭）で構成される。現代のピンボールは、このフリッパーを備えたフリッパーピンボール (Flipper Pinball) であり、装置全体を単にフリッパーということもある。
盤面には得点となる様々なターゲットがあり、プレイヤーはフリッパーで球を落球させないよう打ち返しながらターゲットに当てて得点を重ねる。盤面はスポーツや映画などを題材にさまざまな工夫が凝らされている。古典的なアーケードゲームの代表的なものである。プレイ料金は日本では1ゲーム100円、3ゲーム200円が主流である。
また、早くからピンボールのビデオゲーム化もなされており、コンピュータゲームやコンシューマゲームにおいても様々な形で作られており、中には実在のピンボール機をシミュレートしたものもある。

## ピンボールを構成する要素
キャビネット
ピンボール本体の箱。
プレイフィールド
キャビネット上にある、ゲームを行う盤面。
バックボックス
キャビネットの奥にある、スコアが表示される大きな箱。
バックグラス
バックボックスの表面に貼ってある、絵や写真がプリントされているパネル。バックグラスだけを収集しているコレクターもいる。
レッグ
キャビネットを支えている4本の足。
ボール
ピンボールで使用する直径11⁄16インチの銅鉄製の球。ゲームの主役といえる。
フリッパー
プレイヤー操作でバットのようにボールを打ち返す装置。ボールと並ぶもう一つの主役。
フリッパーボタン
キャビネットの左右にある、フリッパーを動かすのにプレイヤーが操作するボタン。
スタートボタン
コインを投入した後にゲームをスタートさせるボタン。近代ピンボールではハイスコアを出した時のネームエントリーにも使用する。
プランジャー
各ボール開始時にボールをプレイフィールドに送り出す装置。以前は自分でバネを引っ張って送り出す装置が多かったが、近代ではボタンを押すことで機械が送り出すオートプランジャーが主流。
インストラクションカード
大まかなプレイルールやゲーム料金などが記載されたカード。プレイルールは英文の場合が多い。

## 得点要素
ピンボールの目的は得点を得ることであり、得点はターゲットに当てたり、ある場所を通過させたりすることによって得られる。得点を得られるものには以下のようなものが挙げられる。

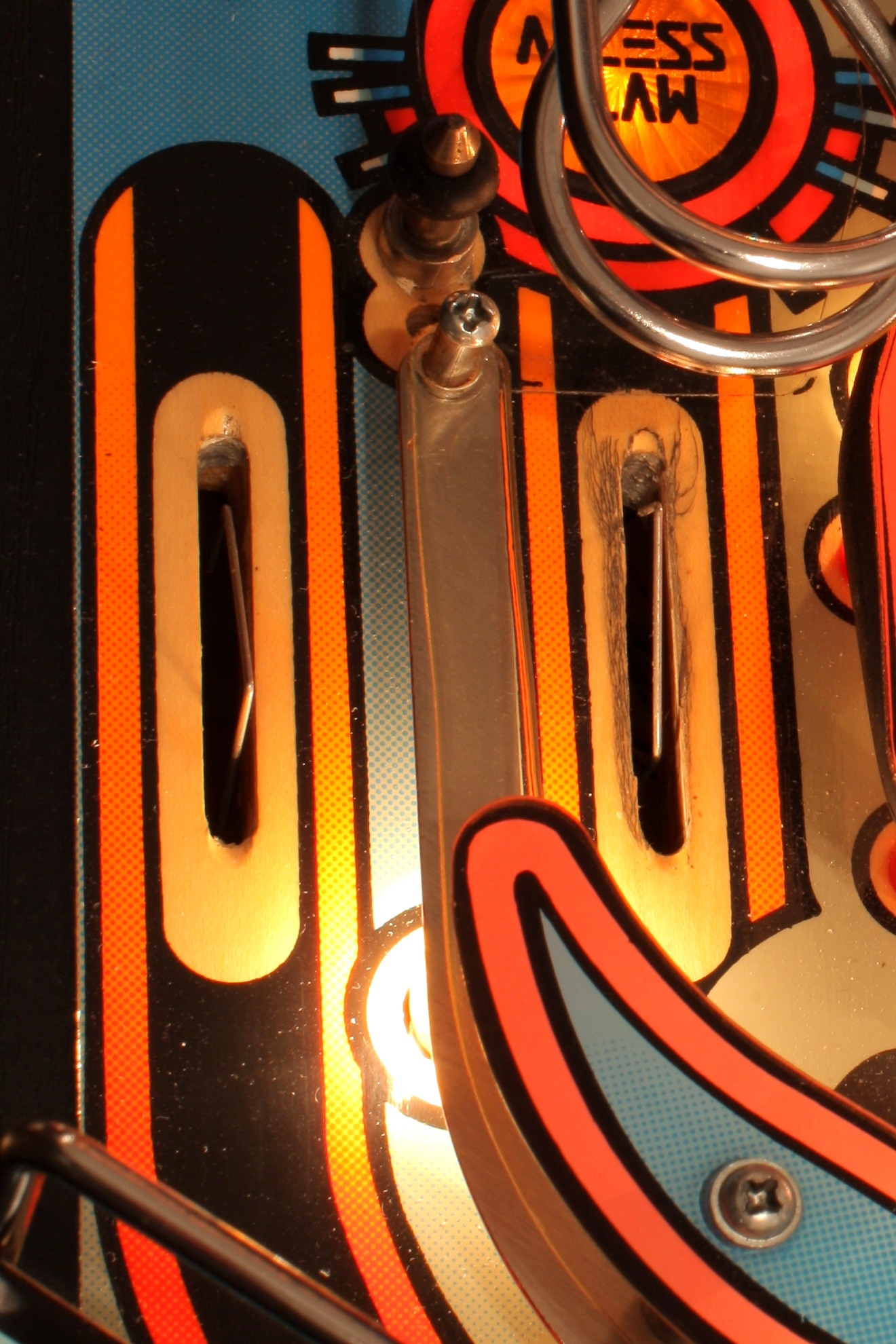
アウトレーン（左）、リターンレーン（右）と通り道にそれぞれロールオーバー

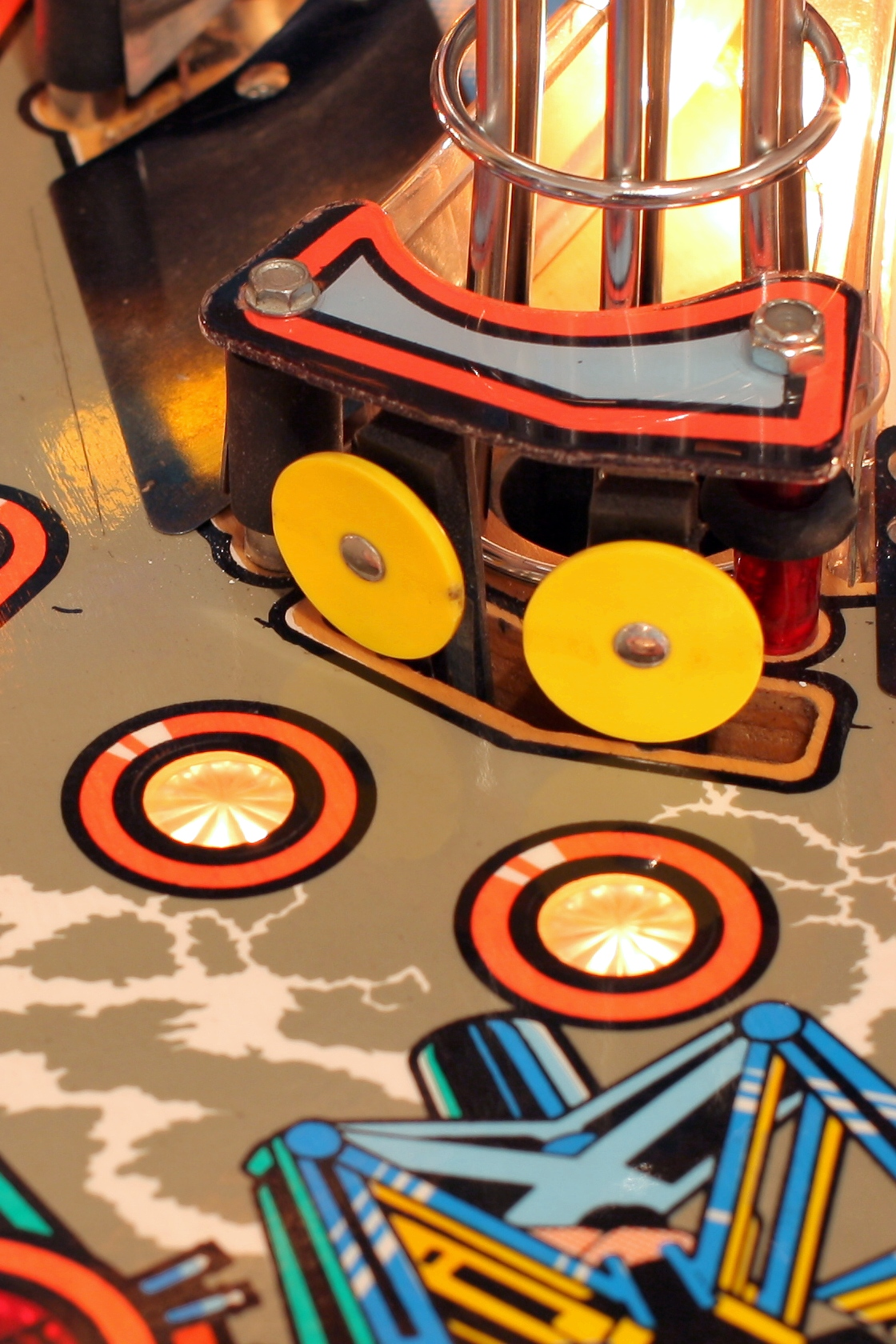
ヒットターゲット

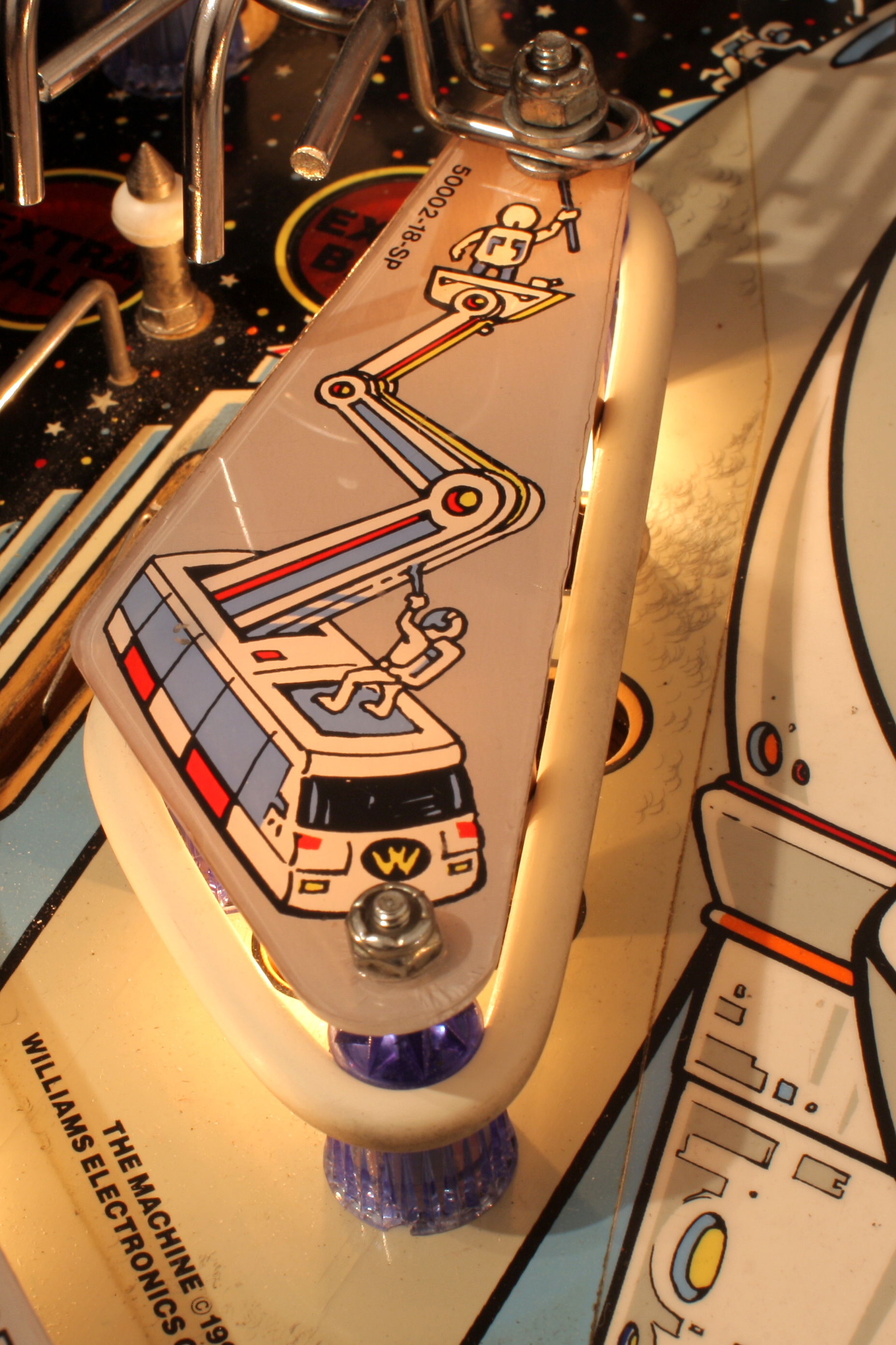
スリングショット
主に、最下部の左右フリッパーの斜め上に設置された、ボールが当たるとある程度の力で打ち返す装置。打ち返された球がアウトレーンに行く場合も多い。
ポップバンパー
ボールを弾くキノコ状のパーツ。別名ジェットバンパー、サンパーバンパー(thumper bumper)、ターボバンパー、マッシュルームバンパー、日本ではキノコバンパーとも呼ばれる。単にバンパーとも呼ばれるが、その場合スリングショットなどを含めた接触したボールを弾く装置全般を示す。近代ピンボールでは3個一組でトライアングル状にレイアウトされているテーブルが多い。
ホール
盤上に開いた、ボールよりやや大きい穴である。ランプやレーンの先に設けられていることも多い。それ自体では大きな得点を得ることは少ないが、一定の条件を達成した場合の最後の条件となることも多い。
入ったボールをその場で弾き出すホールはその形からソーサーとも呼ばれる。
ボールを落としてしまうとそのボールを失ったと判定される穴を特にアウトホールと呼ぶ。これによりそのボールでのプレイが終了するたびに、蓄積されたアウトホールボーナスが得られる。ただしアウトホールボーナスはティルトをとられた場合は得られず没収となるため、揺らしに対する一つの抑止力として設定されている。
キッカー
ボールを蹴り出す装置。ソーサーやホールに設置されていることが多い。
レーン
ボールが通るルート。途中に、さまざまな得点が入るスイッチ等が設置されていることが多い。特にスリングショットの外側にあるフリッパー上にボールを戻すレーンをリターンレーン、さらにその外側にあるアウトホールに落ちるレーンをアウトレーンと呼ぶ。

トップレーン
レーンのうち、プレイフィールド最上部に並んでいるレーン。通過することでライトが点灯して、全てのレーンのライトを点灯させる事でボーナススコアが獲得できたり、アウトホールボーナスの倍率がアップするなどのフィーチャーが主流。近代ピンボールではフリッパーボタンで点灯しているライトと消灯しているライトを入れ替えられたり、トップレーンの真下にポップバンパーがレイアウトされているテーブルも多い。
ランプ
レーンのうち、フリッパーで直接狙える登り坂のレーン。ランプレーンやスロープとも呼ばれる。ボールに勢いがないと登り切れずにボールが戻ってくる。ランプとは高低差のある場所を連結する道路の一形態を意味し、英語表記ではRAMPである。
ロールオーバー
レーンの床面に設置され、ボールが踏みつけることでその上を通過したことを検知するセンサー。
ロールアンダー
レーンの上に設置され、ボールがくぐることで通過したことを検知するセンサー。
一部のロールアンダーは片方からしか開かない一方通行のゲートになっていることも多い。
スピナー
ロールアンダーの一種で、ボールが通過するとその勢いで回転する薄い金属製の板状の装置。ボールの勢いが良いほど多く回転する。殆どの場合、特定の条件の完成でスピナーの得点単位が増える。
ヒットターゲット
ボールを当てることでセンサーが動作し、フィーチャーを得られる的。スポットターゲットとも呼ばれる。
ドロップターゲット
ボールとほぼ同じ大きさで、薄い長方形の的。ボールを当てることによってドロップ（落ちる）し、盤面から消えることから名付けられた。
セームターゲット
ヒットターゲットやドロップターゲットの内、（ほとんどの場合同種の）ターゲットが複数設置され、その全てを揃えることによってフィーチャーが得られるようなもの。
ヴァリターゲット
ボールをぶつけることで後退する、長方形の金属板状の特殊な的。より後退させるほど高得点になる。ヴァリターゲットを一番奥まで後退させることで完成するフィーチャーもある。
メッセンジャーボール
フィールド上のボール溜まりに封じ込められているボールで、下からぶつけることで、その奥にあるターゲットを間接的にヒットさせる。視覚的な効果以外はヴァリターゲットと似通ったターゲットである。
近代ピンボールでは、これらの組み合わせによりフィーチャー（役）を完成させることができる。また、多くの場合フィーチャーはいくつかのグループに分けられており、そのグループ全てを完成させることにより大きな得点を得ることができる。さらにこれを複数回行ったり、特定の順番で行ったり、複数のグループでのフィーチャーを達成したりといった一定の条件をクリアすることでマルチボールやジャックポットの権利を得られるようになっている。
単にターゲットに当てる点数に比べ、フィーチャーの完成を達成したときの得点は飛躍的に高くなる。さらにマルチボールではボールが増えることから得点する可能性そのものが上がるだけではなく、得点が倍増する要素が加えられることが多い。もちろん、ジャックポットを獲得すれば、単に的を当てるのとは比べものにならない高得点を稼ぐことができる。

## ゲームモード
ゲームモードは、ピンボールマシンがソリッドステートで制御されるようになった近代ピンボールで追加されたフィーチャー。
ノーマルモード
1ゲーム3ボールでプレイする通常のモード。
ノービスモード
1ゲーム1ボールになる代わりに、後述のフリーズの時間が長くなり、一定のプレイ時間が補償される初心者用のモード。ノービスモードに対応していると、ゲームスタート時にノーマルモードとノービスモードを選択できる。ただし対応していても初期設定でノービスモード自体が無効にされているケースが多い。
トーナメントモード
競技用・大会用のモードで、後述のミステリーの様な運任せの要素が一切なくなり、プレイ条件が全てのプレイヤーで平等になる。オペレーターが台の設定を変更することで、トーナメントモード仕様になる。
チャレンジモード
複数プレイヤーでプレイする際に、プレイシーケンスを全てのプレイヤーで共有するモード。例えばマルチボールレディの状態でプレイヤー交代になると、次のプレイヤーはマルチボールレディの状態から始まる。そのゲームで設定されている最終目標までのシーケンスが長い場合に、それをプレイヤー全員で協力して目指すためのモード。
ウィザードモード
上級者用のモード。対応しているモデルでは、フリッパーボタンを押しながらゲームをスタートさせることでウィザードモードに入ることが多い。ウィザードモードに入るとプレイシーケンスが完全に固定されるため、正しい順序でターゲットを狙っていかないとスコアが全然伸びなくなる。

## 近代ピンボールの主要素

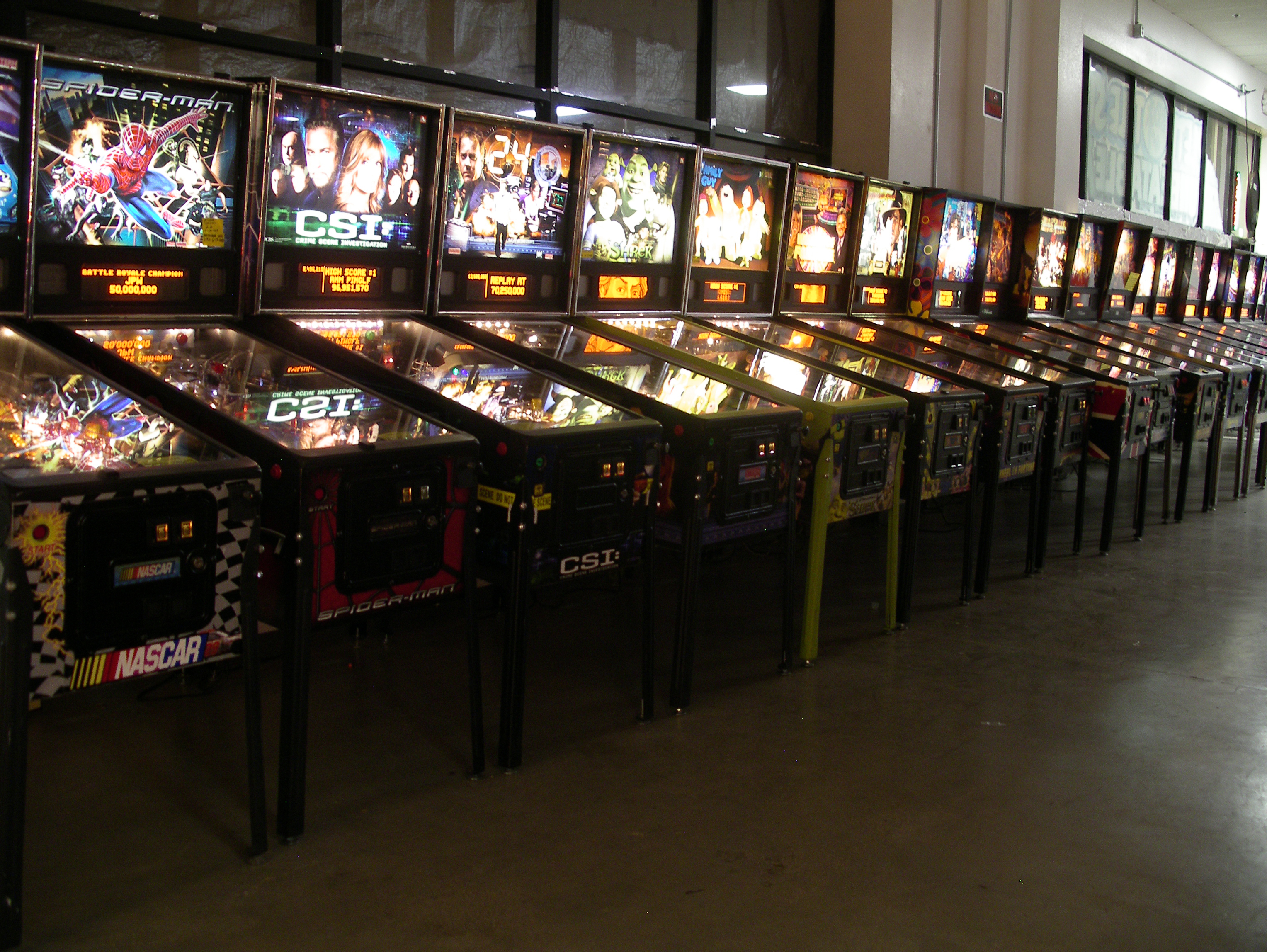
ラスベガスのピンボール博物館に貯蔵されているピンボールマシン

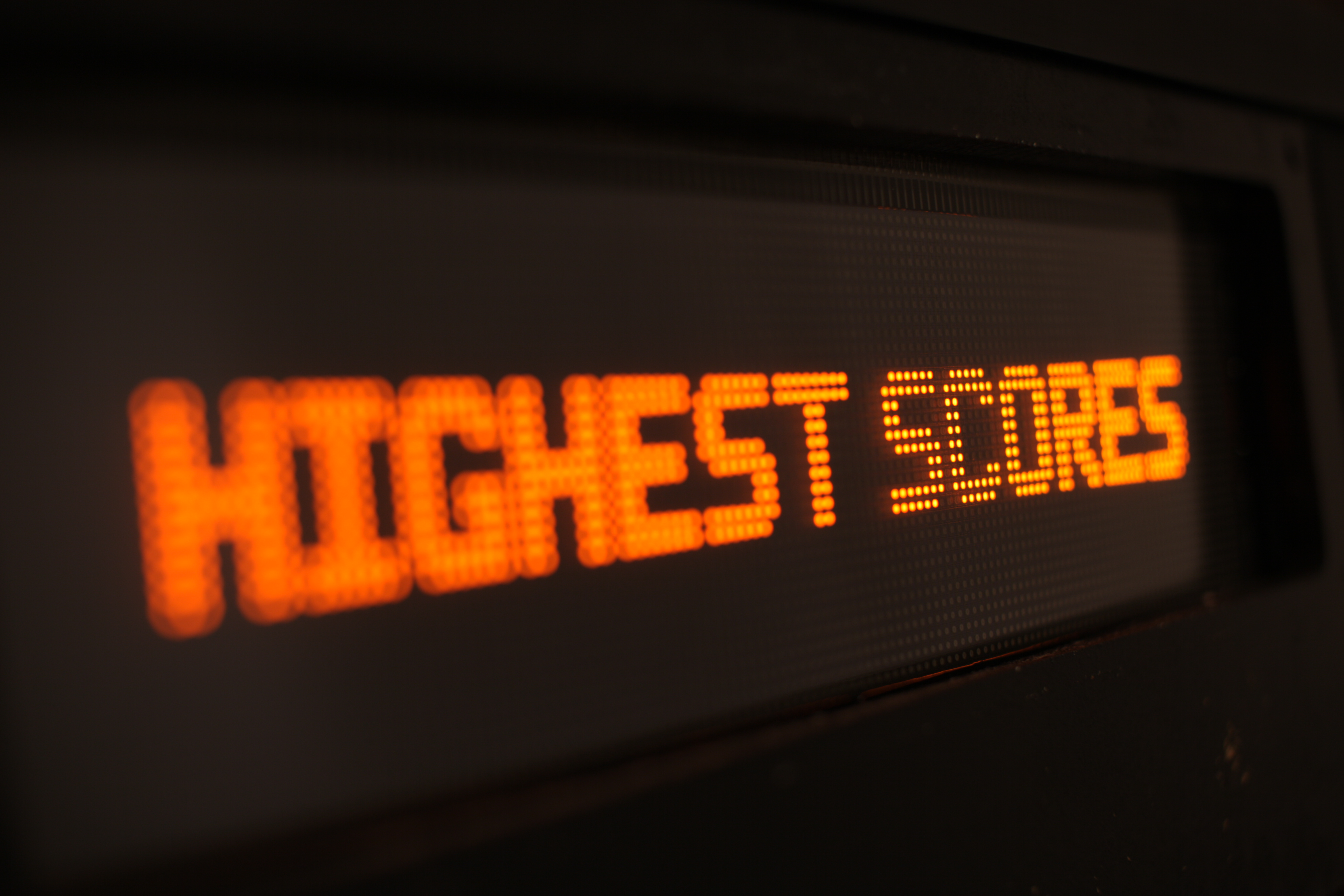
ドットマトリクス・ディスプレイ

スキルショット
各ボール開始時にタイミングよく打ち出したり、特定のターゲットにヒットさせることで得られるボーナススコア。スキルショットを連続で成功させると、エキストラボールやリプレイが獲得できる場合もある。
ラウンド
プレイ中に始まるミニゲーム。特定のシーケンスやターゲットが高得点になるため、そこを集中的に狙うことで短時間で高スコアを獲得できる。用意されているラウンド全てを消化または成功することで、更に高得点が狙えるスーパーラウンドを開始させる条件が成立したり、ビッグボーナスを獲得するケースもある。
ミステリー
プレイ中に獲得できる無作為な特典。ランダムバリューとも呼ばれる。ボーナス引き継ぎやボール・セーバーの有効化などの既存のフィーチャーの他、いきなりエキストラボールやリプレイを獲得したり、マルチボールがスタートするなどといった要素も抽選される事がある。さらにはこれでしか発生しない専用フィーチャーも含まれている場合がある。単なるスコアが一番のスカ。
マルチボール
プレイフィールド上のボールを複数にするフィーチャー、またはその状態。ボールがターゲットにヒットする絶対数が向上するため、効率的にスコアを稼げる。また通常よりボールを打ち返す難易度が高まることから、ジャックポットなどマルチボール中でのみ獲得できるビッグボーナスも多い。なお「マルチボール」の名称はウィリアムス / バリーの商標で、他のメーカーでは「トライボール」「フレンジー」などと呼称されていた。
ジャックポット
プレイ中にポイントが蓄積され、それを特定の条件を完成させることでスコアとして獲得できる一攫千金のフィーチャー。広義ではそういった累積ボーナスに依存せず、プレイ中に獲得する複数のビッグポイントを指す場合もある。マルチボール中にランプにボールを通すことで獲得できるケースが多い。1986年にウィリアムスが発売した「ハイスピード」で初採用された。モデルによって蓄積ジャックポットのリセット条件がゲームが終了することではなかったり、次のゲームに引き継がれる場合もある。
エキストラボール（アド・ア・ボール）
一定の条件を満たした後に、特定のターゲットやレーン、ホール等にボールを入れることによって、規定外の遊技球を獲得することができるフィーチャー。複数人プレイ中にこれを獲得した状態でボールをロストした場合、次のプレイヤーに順番が渡らずそのままエキストラボール獲得者がプレイ続行する事が多い。1960年にゴットリーブ社がフリーゲームの代わりとなるフィーチャーとして「フリッパー」機に付加した「アド・ア・ボール」が始まりで、以降、ほとんどのゲームに導入されるポピュラーなフィーチャーとなった。
なお、モデルによってはゲームオーバー時に1クレジットでボール1個を買いプレイを継続させるコンティニューが可能で、これを「バイ・イン」(BUY IN)と呼ぶ。
リプレイ
一定の条件を満たすことによって獲得できる無料のゲーム。基本設定ではクレジットという形で与えられるため、ギャンブルと看做される場合がある。リプレイを得るには、設定された得点に達する他、一定の条件を満たした後に特定のターゲットやレーン、ホール等にボールを入れることでクレジットが得られるスペシャル、ゲーム終了後にバックグラスに表示される数字が得点の末尾と一致するナンバーマッチ、ハイスコアを更新した場合のリウォードなどのフィーチャーがある。
通常はリプレイやエキストラボールを獲得すると、ノッカーと呼ばれる『コン！』という張りのある音で、プレイヤーに追加プレイ権が与えられたことを知らせる（ノッカーの代わりにベルが鳴るモデルもある）。

なお、現状は年間生産約1万台のうち、そのほとんどがゲームセンターには設置されず、コレクター向けへの販売となっているため、リプレイが無意味な場合が多いし、大会などの競技ではリプレイは得点とならないため意味を持たない。また、州条例によってはリプレイの設定が禁止されていることもある。逆に、賞品や賞金の提供で射幸心を煽りプレイを促したい運営者も存在する。このため、運営者の方針によりリプレイをエキストラボール、チケット、ボーナススコアのいずれかに置換する設定が可能である。但し、日本ではチケット払い出しの設定は風営法の『客に射幸心をそそるおそれのある遊技をさせる営業』に違反するため使用できない。過去にはゲーム終了時のスコアに応じてメダルを払い出すメダル遊技仕様のマシンも存在した。
余談だが、スコアとスペシャルとナンバーマッチの三種類のリプレイを獲得することを俗語で「大三元」と呼ぶ。これにリウォードが加わると「グランドスラム」となる。
ビデオモード
ボールプレイが一旦休止され、スコアディスプレイでビデオゲームが始まること。スコアディスプレイにドットマトリクスを使用するようになった近代ピンボールで可能になったフィーチャー。
ボール・セーヴァー
ボールのロストを防ぐためのフィーチャー。アウトレーンに落ちたボールをプレイフィールドに蹴り返す「キックバック」、アウトレーンに落ちそうなボールを、タイミングよくボタンを押すことで電磁力で押さえつける「マグナセーブ」、両フリッパーの間を一時的にせり上がったポスト（柱）で塞ぐ「アップポスト」、特定の条件下でボールをロストすると代わりのボールが出てくる「シールド」「フリーズ」などがある。
フリーズ
ボール開始直後からすぐアウトホールに落としてしまった時の救済措置で、遊技球の個数を消費することなく代わりのボールがシューターに用意されプレイが続行される。大体はボールをシュートしてからの数秒間か、一定数スイッチにヒットするまでが有効となる（ただし、ティルトにした場合は除く）。フリーズの語源は英語圏で警官が犯人に呼びかける「動くな!」 ("Freeze!") で「代わりのボールが出るから動じるな」の意味合いがある。

## テクニック
ピンボールでの基本テクニックは、ボールを落とさず、正確に狙った場所にボールを送り込むことである。このためにフリッパーを操作するタイミングやテクニックが重要となる。

### フリッパー

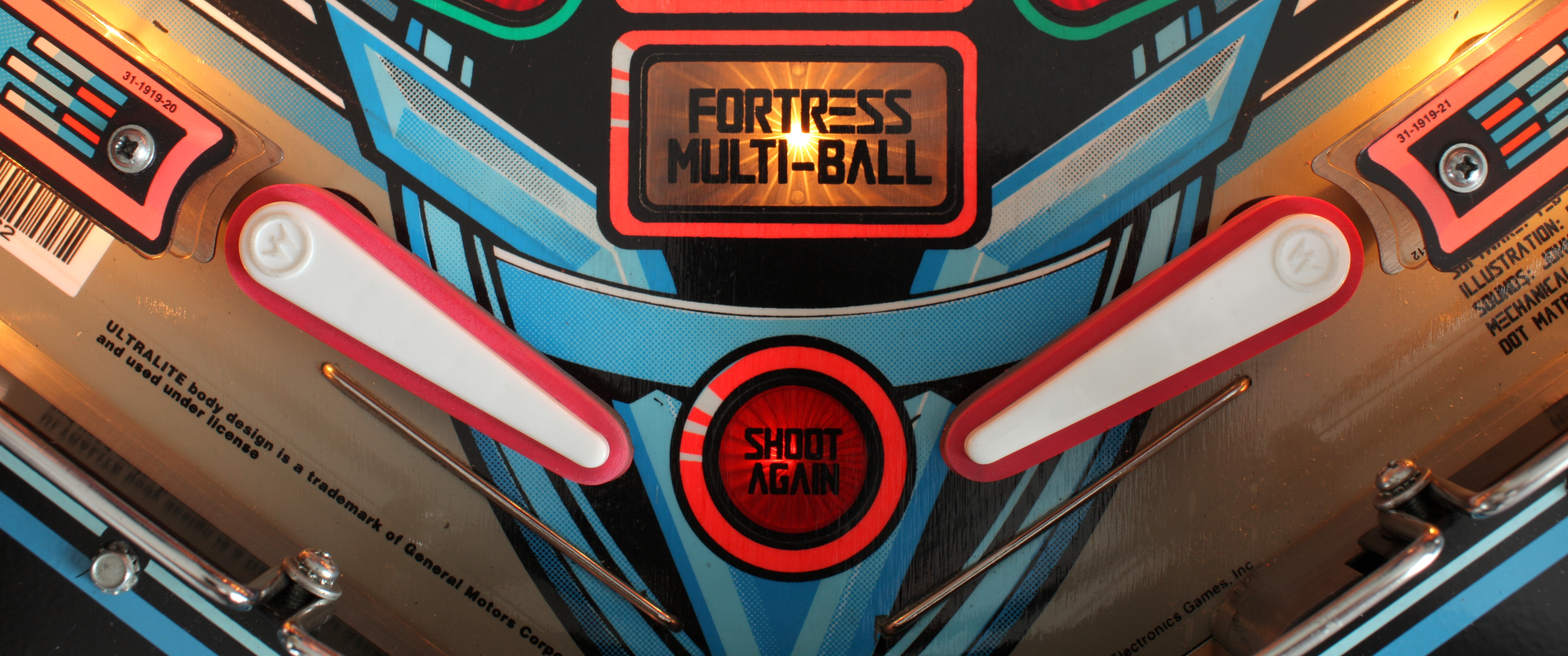
フリッパー

フリッパーには、ディフェンスとオフェンスの2つの要素がある。フリッパー・テクニックによってボールが落ちるのを防ぎ、狙ったターゲットやレーンにボールを通す。
ディフェンス・テクニックの基本は、ボールの軌道を見極め、左右の適切なフリッパーを振ることによってボールの落下を防ぐことである。これができずにバタバタとフリッパーを動かし、結果として自らボールをはたき込んでしまうことをパニックフリップと言う。また、ほとんどの場合、両側のフリッパーを同時に上げる（これをダブル・フリップという）ことは、軌道や角度の点で、ボールが落ちやすい状況になってしまうので、これもするべきではないとされる。
基本テクニックに、フリッパーでのボールのホールドがある。これはフリッパーの根本でボールを保持することである。ホールドすることにより、ボールを好きなタイミングで好きな方向に打ち返すことができる。フリッパーをおろすと、ボールが再び転がり出すので、狙ったタイミングでまたフリッパーを上げればよい。
マルチボールの際には一方のフリッパーで1つもしくは複数のボールをホールドし、残りのボールでスコアを稼ぐといったテクニックも可能である。また、片側に複数のボールをホールドした状態から、フリッパーさばきによってボール1つだけを弾くといったこともできる。
フリッパー・テクニックは文章で説明するのが困難なものが多く、数多くのプレーの経験と上級者のプレーを観察することなどで体得する他ない。
基本的なフリッパー・テクニックには、次のようなものがある。
デッド・フリッパー・バウンス
フリッパーを振らないでボールをパスするテクニック。両方のフリッパーをダウンした状態で上から来たボールを反対側のフリッパーにスピードを殺しながらパスする。落ちてくるボールには勢いが必要で、使いこなすにはボールの挙動を読む経験が必要になる。
リターンレーン・トランスファー
勢いがあるボールがリターンレーンを通過したとき、その側のフリッパーを上げておくことによって、ボールを反対側のフリッパーにパスすること。
ストップ・ショット
落ちてくるボールがフリッパーに触れたのとほぼ同時にフリッパーを下げることによってボールのスピードを殺し、続いてフリッパーを上げることによってバウンドさせずに打ち出すこと。これは球の速度を見極めた上で初めて可能な上級テクニックの一つである。
デフレクト・パス
本来は落ちてしまいそうな軌道でくるボールに対して、片側のフリッパーをタイミングよく上げるか上げたままにすることによってフリッパーの先端にかすらせて軌道を変え、反対側のフリッパーが拾えるようにすること。
パス・フリップ
デフレクト・パスを行ってもなお反対側のフリッパーの先をかする程度の軌道の場合、さらにタイミングよく連続的に反対側のフリッパーを上げることによってボールを打ち返すこと。タイミングと軌道を見極めないと、かえってボールを落とし易くなる。
なおタイミングを誤ってボールのパスよりも反対側のフリップが先になってしまうと、ボールがフリッパーの下にパスされ、結果としてフリッパーの裏でボールをはたき落とすことになる。この現象は「ビートダウン」と呼ぶ。

### 揺らし
熟練したプレイヤーはピンボールマシンを揺らすことでボールの動きに変化をつけることができる。ティルトはこの不正操作に対抗するために付け加えられた要素である。機構としては、円錐型のおもりの周りに金属製の環が位置する構造になっており、両者がふれると電気が流れるようになっている。もしピンボールマシンが大きく強く動かされると、おもりが動いて環に触れることになる。これで感知された状態がティルトであり、反則判定を受けて（スコアボードに「TILT」のランプが点灯する）その場でゲームは終了し、操作不能になる。古いマシンの場合で、特に1人用専用の場合は、完全にゲーム終了となったが、近代ピンボールの場合は、そのときのボールだけが終了となる。
近代ピンボールの場合は「スラムティルト」というものも追加されており、マシンを蹴ったりコイン投入部分に細工をしようとしたりすると、その時点で他のプレイヤーを含む全てのゲームおよびクレジットが無効となるようになっている。マシンを持ち上げるとその角度によりセンサー内の玉が奥に動き、最奥のスイッチに接触すると作動する装置もまた「スラムティルト」である。
この揺れに対する許容量は台の設定によって異なるので、ある程度はティルトを覚悟して揺らす必要がある。そして、その許容の範囲内において揺らしを行うのがプレイヤーの力量である。揺らしには縦方向と横方向、そしてその複合技などがある。やり方によってはアウトレーンから球を救い出すことも可能であり、このテクニックはバン・バックやデスセーヴと呼ばれる。ただし、マシンの中には、アウトレーンを通過すると同時にフリッパーが動作停止するものもあり、このような場合は救い出してもゲームを続けられない。基本的に、縦（前後）方向への揺らしは許容されやすく、左右方向への揺らしはティルトを取られやすい。
揺れに対する許容量は店舗の意図によって決められるため、許容量を大きく設定している店舗でも過度な揺らし操作は控えるべきである（結果として台を破損させ、運営者にピンボールの撤去を促すことに繋がる）。近代ピンボールでは、一定回数まではティルトが作動しても警告だけで済ませるように設定されている反面、センサーの許容量自体は小さくされている。
しかし、初心者はアウトレーン付近にあるボールに対して必要以上に揺らしすぎてしまい、かえって落ちやすくしてしまう傾向もあるので、経験と判断力が必要なテクニックでもある。
ティルトは初期のアーケードビデオゲームにも組み込まれ、タイトーが広報誌や直営店で使っているブランド名「TILT」もここから来ている。
なお、ピンボール台は天地方向への揺らし（持ち上げて落とすなど）に耐えられるようには設計されていない。修理不可能なレベルの破損に直結するため、天地方向への揺らしはどんな理由があっても行ってはならない。実際にこれを試行した場合、一定角度以上持ち上げる事で即座にスラムティルトを取られることになる。
揺らしのテクニックには、次のようなものがある。
ハギング
ピンボールの足をずらさないようにキャビネットだけゆがめることで、プレイフィールドをミリ単位でずらしてボールの軌道をコントロールすること。発生する振動が殆どないため、比較的ティルトのリスクが少ない揺らしである。
ナッジング
キャビネットを軽く奥に突いて、その振動でボールをコントロールすること。突き方が強いとティルトの対象になる。その台がどの程度のナッジングに耐えられるかを見極めるのが、揺らしの基本である。
以下は台に高負荷を与えるので、熟練者でも行うべきではない。
スライド・アンド・ヒット
ピンボール台を大きく横にスライドさせることで、アウトホール直行のボールを強引にフリッパーにヒットさせること。ティルトセンサーの甘い台でなければ、ほぼ確実にティルト判定を取られる。
バン・バック
アウトレーンに落ちたボールがそのまま転がってフリッパーの直下に来た瞬間を狙い、キャビネット手前の金属プレートに手を添え思い切り突くことで、ボールをバウンドさせて強引にプレイフィールドに戻すこと。ただそのままバウンドさせてもフリッパーの裏に当たったり、一旦プレイフィールドに戻ってもそのまま落下して再度アウトホールになるので、フリッパーとのコンビネーションが重要になる。コイン投入口に近い部分で強い衝撃を与えるので、失敗するとスラムティルトで即ゲームオーバーである。
デスセーヴ
右のアウトレーンに落ちたボールは、そのまま転がってアウトホールの底に落ちる際に段差がある。その段差にボールが落ちる瞬間を狙い、バン・バックと同じ要領でボールをバウンドさせることで、ボールをプレイフィールドに戻すこと。スラムティルトのリスクはバン・バックと同様である。

## メンテナンス
ピンボールはソリッドステート化が進んだとはいえ、可動部分が多いゲームなので、定期的なメンテナンスが欠かせない。フリッパーの動きについては特に気をつかわなくてはならず、ゴムの定期的な交換、バネの調整はランプレーンが多用されている台においては不可欠な要素である。しかし、メンテナンス要員もパーツ供給も減ってきているため、最適な状態に保たれている台は少ない。
メンテナンスが不完全な状態の為にプレイにストレスを感じることで、客離れを招き衰退していったという側面もあり、ゲームセンター運営者によっては、ランプレーンの設置のない平面的なフィールド構成のマシンを好むことも多かった。
また、現在ではメーカーの撤退や倒産により、純正のメンテナンス部品が供給されない状態であるため、メンテナンスしたくてもできないマシンも多い。
ピンボールのシステム自体は多々メンテナンスが不備であっても極力ゲームを続行しようとする様になっている。たとえば、打ち出した玉がいかなるターゲットにも当たらずにアウトホールに落ちた場合は玉が再セットされるようになっている。これは、セットした玉が逆流してアウトホールに入った場合のことを考慮してのことであるが、近代ピンボールやデジタルピンボールでも、このシステムは救済措置として踏襲されている（上述の「フリーズ」を参照）。
また、近代ピンボールでは、ボールがフィールド上に引っかかった場合などは、一定時間フリッパーを操作しないで放置させることで、マシンがバンパーなどの可動パーツを動作させて、引っかかったボールを動かそうとする。さらにそれを何度か行ってもボールが戻らなかった場合は、そのボールが紛失したものとみなして代わりのボールがリリースされてゲームが続行される（コンピュータ制御でドットマトリクスディスプレイがあるような近年の台では、全機能が固定された状態になり、店員の呼出しを促すメッセージを表示するようなものもある）。ただしこの場合は、ボール紛失時用の特別ルールが適用されるため、本来のゲーム内容でプレイができなくなる。例えば代わりのボールが引っかかったボールにぶつかることで、ボールが引っかかりから外れて2ボール・マルチボール状態になるため、本来のマルチボールのスタートが制限される他、片方のボールをボールデッドにした地点でフリッパーが動かなくなり、残りのボールも回収させられる。
その他に、メンテナンスが行き届いておらず、台の中にある筈のボールの総数が欠けている場合は、アトラクト（デモ）中やゲームスタート時に使用するボールの数が不足している旨のメッセージが表示されて、この場合もボール不足時用の特別ルールが適用される。

## 歴史

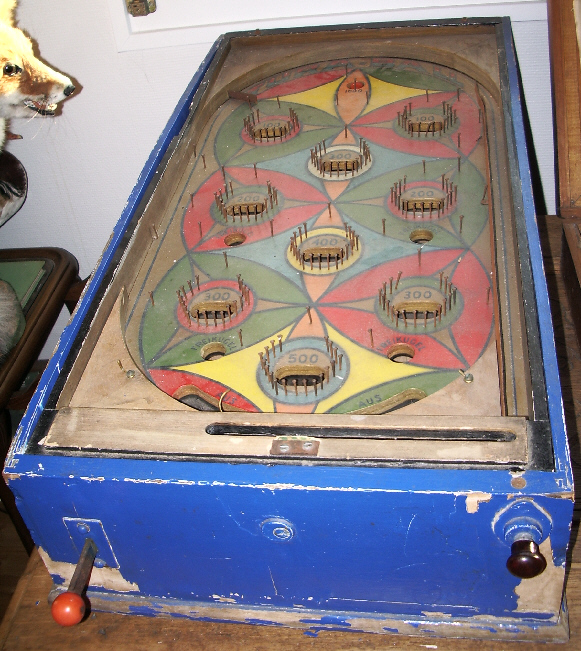
初期のフリッパーのないピンボール

- 1921年：レイモンド・モロニー（Raymond.Molony 1900年 - 1958年2月）仲間と共にライオン・マニュファクチュアリング社を創業。
- 1927年：在米ユダヤ人のデビッド・ゴットリーブ（David.Gottlieb 1900年 - 1974年4月16日）が、後にピンボールの主要製造地となるシカゴで、家族企業によるデビッド・ゴットリーブ社を創業。握力測定機械などのアーケードゲームを製造する。
- 1931年12月：ゴットリーブがビンゴノベリティ社の「ビンゴ」(プレゼント大会で使われている現代のビンゴゲームとは別物で、日本のスマートボールに近い)に注目、権利を買って改良、「バッフルボール（英語版）」として売り出し、ヒットとなる。ピンボールとしてある程度整った最初の存在となる。
- 1932年1月：ゴットリーブと販売取引をしていた業者の一人であるモロニーが、生産が追いつかないピンボールを自社でも作ろうと決意、風刺雑誌から名前をとって「バリーフー」と命名[1]、ライオン社の製造部門のバリー (Bally)・マニュファクチュアリング社から発売。
- 1932年1月：ゲンズバーグ四兄弟の末弟のみは兄と一緒にならず、シカゴコイン社 (Chicago Coins) を創業。
- 1933年2月：バリー社「エアーウェイ」で、ボールの重みを使った自動得点集計機構を初採用。
- 1933年：ロサンゼルスのパシフィック・アミューズメント社の技術者だったハリー・ウィリアムス（Harry.Williams 1909年 - 1983年9月）が、電磁石などを使ったエレメカ技術を「コンタクト」に採用。以後ウィリアムスは新技術導入に全力を注ぎ、1936年にシカゴに転居。各メーカーに技術を提供し、後年「ピンボール界のトーマス・エジソン」と呼ばれる様になる。同年、スロットマシンの人気に伴い、バリーのピンボール「ロケット」が賭け機能を搭載。
- 1934年：ウィリアムスがティルト機能を発明、バリー「シグナル」に初採用。
- 1936年：この頃までに四脚、バックガラス、エレメカ技術など、フリッパー以外の基本的機構が出揃う。しかしバリーはスロットマシンの製造を開始。以後バリーはギャンブル徹底拒否のゴットリーブと逆に、かなりギャンブル・マシンに傾倒したメーカーとなる。その結果シカゴでピンボールがギャンブルとして禁止、その他の大都市でも禁止となる。これにより多くのメーカーがピンボールから撤退した[2]。
- 1941年：太平洋戦争勃発、各メーカーも軍需産業に協力する。
- 1943年：ウィリアムス、ウィリアムス・マニュファクチュアリング社を創業。
- 1945年：終戦により、ゴットリーブを皮切りに各メーカーがピンボール事業に復活。
- 1947年10月：ゴットリーブ「ハンプディ・ダンプティ」に、ハリー・マブスの考案したフリッパーを初採用[1]。フリッパーを使ったボールの打ち返しにより、プレイヤーの腕前に左右される長時間のプレイが可能になる。フリッパーは当初上・中・下段等についていた[2]。
- 1948年：ゲンコ社「トリプル・アクション」で初めて、下段だけにフリッパーが付く。その後は原則として下のみとなった。
- 1960年：ミッドウェイ社 (Midway)、フリッパーに参入。
- 1960年11月：再ゲーム機能がギャンブルとして禁止になったため、エキストラ機能がゴットリーブ「フリッパー」に初装備。これは設定変更可能だった。
- 1963年：バリー社、フリッパーに再参入。また太東貿易（後のタイトー）、ゴットリーブ[1]を皮切りにピンボールの輸入を開始。
- 1964年：ウィリアムス、ジュークボックスで有名なシーバーグ社に買収される。
- 1969年9月：バリー、ミッドウェイを買収。バリー・ミッドウェイ (Bally-Midway) となる。
- 1970年：フリッパーの大手メーカーはゴットリーブ、ウィリアムス、バリー、ミッドウェイ、シカゴコインの5社でほぼ確立。
- 1971年6月：セガ（後のセガ・インタラクティブ）、国内産初のフリッパー[1]「ウィナー」を発売。
- 1972年：ロサンゼルスでフリッパーの規制条例が廃止、シカゴでも1977年1月に廃止。ピンボールが解禁となるが、一部の州ではいまだにリプレイが規制されている。

- 1977年1月：ウィリアムスの社長を退いたサミュエル（サム）・スターン（Samuel.Stern）がシカゴ・ダイナミックス社の資産を購入し、スターン・エレクトロニクス社を創業。
- 1977年10月：ゴットリーブ、フリッパー「クレオパトラ」で電子技術を初採用
- 1978年4月〜1980年5月：WMSインダストリーズがウィリアムスの親会社となる。
- 1979年12月：ウィリアムス、フリッパー「ゴーガー」で音声合成を初採用。
- 1982年12月：バリーブランドのフリッパー部門が、バリー社からバリー・ミッドウェイ社に移管。

### アーケード衰退期から現代まで
- 1982年〜1984年：ビデオゲームの新分野であるレーザーディスクゲームが登場したが、すぐ消滅。マイルスター、ミッドウェイ、スターン、アタリ等がダメージを受ける。
- 1984年11月：サム・スターンが死去。
- 1985年2月：スターン・エレクトロニクス社が業績不振のため破産。
- 1986年1月：ウィリアムス、ジャックポットなどの史上初の各種フィーチャーを採用したフリッパー「ハイスピード」を発売。
- 1987年4月：バリー、買収し続けて来た子会社のリストラを開始。1988年7月にバリーブランドのフリッパー、ミッドウェイブランドのビデオゲーム等をWMSに売却。バリー・ミッドウェイ社はミッドウェイ・マニュファクチュアリング社の名に戻る。
- 1992年1月：WMS、バリーブランドフリッパー「アダムス・ファミリー」を発売、2万台という久しぶりのヒット作となる。また、ビデオゲームはミッドウェイブランドのみとなる。
- 1991年11月〜1995年10月：バリー、ギャンブル機製造部門も複雑な統廃合を図る。WMSの売却を検討。
- 1992年：ウィリアムス、「ハイスピード」の続編「ザ・ゲッタウェイ ハイ・スピードII」を発売。
- 1995年10月：アライアンス・ゲーミング社がWMSを買い取る。アライアンスのギャンブル機で使われている「バリー」が、現存する唯一のバリーブランドとなった。
- 1996年3月：タイムワーナー・インラクティブ社（TWI）が親会社のタイムワーナーから切り離されて身売りされ、WMSが買収。社名をTWIからアタリゲームズに戻す。
- 1996年6月：バリー、最後に残ったカジノホテル事業がヒルトンホテルに買収される。
- 1996年10月：WMSからミッドウェイゲームズが分離、アタリゲームズもミッドウェイゲームズの一部門となる。WMSのアーケードゲームはフリッパーの下請け製造とギャンブル機のみが残る。
- 1999年3月：WMS、起死回生策としてテレビ画面を組み合わせた「ピンボール2000」シリーズを計画、バリーブランドフリッパー「リベンジ・フロム・マーズ」を発売。続けてウィリアムスフリッパー「スター・ウォーズ エピソードI」を発売したが、これでもピンボール販売不振の状況を変えるには至らず、WMSは10月にバリーとウィリアムス両ブランドのフリッパー生産を中止した。
- 2000年2月：ミッドウェイゲームズ、アタリゲームズをミッドウェイ・ウェストと改名し、アタリブランド使用停止。だがこれがアーケード離れに加速をかけた。
- 2001年3月：ミッドウェイゲームズ全体がアーケードから撤退。
- 2006年：イリノイ州のピンボール会社であるPinBall Manufacturing社がカプコンの「Big Bang Bar」を再生産する[3][4]。
- 2010年：スペインのMarsaPlay社がInder（英語版）社の「Canasta」をリメイクした製品である「New Canasta」を発売[5]。バックボックスに液晶ディスプレイを初採用。
- 2013年4月：Jersey Jack Pinball（英語版）社が「The Wizard of Oz（英語版）」を発売。2001年以降でスターン社以外から発売された初の完全新作の台となった[6]。

### 独立性の高いピンボール社史
上記年表が複雑化したので、単独で栄枯盛衰をたどった会社の歴史を以下にまとめた。

#### かつて存在したピンボールメーカー
- ゴットリーブ→マイルスター→プリミア
  - 1980年12月：日本のビデオゲームのライセンス生産でビデオゲームに参入。
  - 1982年1月：親会社のコロムビア映画がコカ・コーラに買収される。
  - 1982年11月：ビデオゲーム「Qバート」を発売。ビデオゲーム史に残るヒット作となる。
  - 1983年7月：マイルスター社と改名。
  - 1984年9月：「Qバート」以外のビデオゲームが全く売れず、レーザーディスクゲームの失敗も拍車をかけて、コロムビアが廃業手続きを開始。だがマイルスターの重役だったギルバート・ポーラックが10月にプリミア・テクノロジー社を創業、ゴットリーブブランドのフリッパーは引き継ぐ。
  - 1993年2月：フリッパー「ストリートファイターII」を発売。
  - 1996年4月：最後のフリッパー「バーブワイアー」を発売。8月工場閉鎖、ゴットリーブブランドは消滅した。
- アタリ
  - 前述通りWMSとの絡みもあるが、ピンボール発売時代は独立性が強いのでこちらにまとめる。創業者のノーラン・ブッシュネルは創業直後から、従来より幅の広い「ワイドフリッパー」を提案、前述のウィリアムスやバリーに話していたが、結局「ポン」となった。その後1976年11月にワイドフリッパー（ボールも通常の鋼球ではなく、はるかに大きな硬質ゴムのボール）で参入。一作目の「アタリタン」は、アタリを本拠地に活躍するアメコミヒーローがモチーフだった。ワイドフリッパーの一部はナムコ（後のバンダイナムコゲームス）経由で日本でも販売されたが、大手メーカーには追いつかず、1979年4月の7作目「ヘラクレス」で撤退した。日本ではかつてナムコ系の直営店の一部や東京タワー内のゲームセンターにあった。
- カプコン・コインアップ
  - カプコンが1994年にアメリカに作った子会社で、1995年5月にカプコンブランドでフリッパーに参入、4作を発売。しかし既にこの時代ゆえ余り売れず、1996年12月に撤退した。
- ザッカリア

#### 現存するピンボールメーカー
- データイースト→セガ・ピンボール→スターン・ピンボール
  - こちらの詳細は「データイースト」参照。ドットマトリックス・ディスプレイはこのメーカーが初採用である。スターン・ピンボールが現存する最古のピンボールメーカーとされる。なお、前述したが日本のセガもピンボールを日本国内で製造していたことがあり、1972年札幌オリンピックをモチーフにした「サッポロ」が有名だが、セガ・ピンボールとは異なる会社である。
- Jersey Jack Pinball
  - 2013年にピンボールの製造を開始[7]。主な作品にオズの魔法使いをモチーフとした「The Wizard of Oz（英語版）」[8] がある。
- Spooky Pinball[9]
- Dutch Pinball[9]
- American Pinball
  - 2017年にピンボールの製造を開始。主な作品に「Houdini」（2017年）、「Oktoberfest」（2018年）、「Hot Wheels」（2020年）がある。

## コンピュータゲーム
前述の『ポン』がピンボールの一種であると考えられたこともあり、ピンボールをコンピュータ上で実現しようとする試みは、コンピュータゲームの歴史の重要な一面を形成している。1983年には早くも自分で任意のピンポール台をデザインできる『ピンボール・コンストラクション・セット』がApple IIでリリースされた。
コンピュータ上でしか表現できないギミックや、アクションゲームの要素を取り入れたものもあるが、90年代半ばからはコンピュータ性能の向上に伴い、実機の感触に近づいたようなピンボールゲームが増えており、アメリカでは実機のシミュレーターも多数リリースされている。しかし、プレイした人が一番多いコンピュータピンボールはMicrosoft Windowsに付属していた『Windows 3D ピンボール』と言われている。
ピンボールゲームを作っている日本のソフトウェアメーカーでは、主に米国PCゲーム界で評判の高かったリトルウイングや、セガサターンのデジタルピンボール・シリーズでブレイクしたカゼなどがある。
2007年には、ピンボール筐体をそのまま使用して盤面をフルスケールのLCDモニタにした『UltraPin』がリリースされた。
単独項目のあるゲームはCategory:コンピュータピンボールを参照。

## ピンボールが登場する作品
- 映画
  - トミー（1976年） - エルトン・ジョンがピンボールの魔術師役で出演、自らも楽曲『ピンボールの魔術師』（原題『Pinball Wizard』）を歌っている。
  - プリティギャンブラー（原題『TILT』、主演ブルック・シールズ、1979年） - 不良少女がピンボールの名人に挑戦する青春映画。
  - ザ・カンニング IQ=0（1980年） - 過激に筐体を揺らして、台の裏の席で食事をしていた客を激怒させるシーンがある。
  - 評決（1982年）
  - ロッキー3（1982年） - ロッキーをモチーフにしたピンボール筐体の前で、ロッキー自身がトレーニング (?) しているシーンがある。
  - SF新世紀レンズマン（映画、1984年） - DJビルの自宅に未来型のピンボールが置いてある。
  - 告発の行方（原題『The Accused』、主演ジョディ・フォスター、1988年） - アメリカ映画。女性がピンボール台の上でレイプされるシーンがある。
  - メジャーリーグ2（1994年） - メジャーで成功してセレブになったリッキー・ボーンの自宅にピンボールが置いてある。
  - コップランド（1997年）
- 小説
  - ピンボール・マシン（ウィリアム・ハリスン著、1975年）
  - 1973年のピンボール（村上春樹著、1980年） - バーに置いてある3フリッパーの架空のピンボール『スペースシップ』の他に、ピンボール・コレクターが収蔵している大量のピンボール筐体が登場する。なお著者の村上春樹は一時期個人でピンボールマシンを所有していた[10]。
- 音楽
  - ピンボールの魔術師（ザ・フーの楽曲。1969年）
  - 我が心のピンボール（大滝詠一の楽曲。作詞 松本隆、作曲 大瀧詠一、1981年）
  - 卒業（尾崎豊の楽曲。作詞・作曲 尾崎豊 1985年）
- テレビコマーシャル
  - じゅわいよ・くちゅーるマキ（CF、主演ダイアン・レイン、1988年）
  - JCBカード（CF、主演中井貴一）
  - いすゞ・ウィザード - ピンボール台の盤面を走行する演出がある。
- 漫画
  - FLIP-FLAP（漫画、作者 とよ田みのる） - ピンボールを主題とした作品。
  - ハーツ&マインズ（漫画、作者 いましろたかし） - 「中野の友人」に登場。
- その他
  - セサミストリート（テレビ番組） - ピンボールの盤上を用いて数を楽しく学ぶアニメーションがある（その一例(公式アカウント)）。w:Pinball Number Countも参照。
  - 刑事コロンボ - 策謀の結末（原題 "The Conspirators"）にてコロンボの登場時にコロンボ自身がピンボールで遊んでいるシーンで始まる。その後、IRA活動家のジョー・デヴリンとピンボールをやりあうシーンがある。